# مركز ميقوع
مركز ميقوع هو مركز إداري يتبع محافظة طبرجل في منطقة الجوف في المملكة العربية السعودية. وفقاً لإحصاء سنة 2010 بلغ عدد سكان المركز 4082 سعودي و367 غير سعودي.

## المصدر
- دليل الخدمات: منطقة الجوف. مصلحة الاحصاءات العامة والمعلومات، المملكة العربية السعودية.